# Вільябрасаро
Вільябрасаро (ісп. Villabrázaro) — муніципалітет в Іспанії, у складі автономної спільноти Кастилія-і-Леон, у провінції Самора. Населення — 308 осіб (2010).
Муніципалітет розташований на відстані близько 250 км на північний захід від Мадрида, 60 км на північ від Самори.
На території муніципалітету розташовані такі населені пункти: (дані про населення за 2010 рік)
- Сан-Роман-дель-Вальє: 80 осіб
- Вільябрасаро: 228 осіб

## Демографія
Динаміка населення (INE ):